# Jankowo (województwo mazowieckie)
Jankowo – wieś sołecka w Polsce położona w województwie mazowieckim, w powiecie makowskim, w gminie Czerwonka.
W latach 1975–1998 miejscowość administracyjnie należała do województwa ostrołęckiego.